# Hypoplectrodes jamesoni
Hypoplectrodes jamesoni là một loài cá biển thuộc chi Hypoplectrodes trong họ Cá mú. Loài này được mô tả lần đầu tiên vào năm 1908.

## Phân bố và môi trường sống
H. jamesoni có phạm vi phân bố ở Tây Nam Thái Bình Dương. Đây là một loài đặc hữu của vùng biển ngoài khơi Đông Úc, được tìm thấy từ quần đảo Whitsunday, bang Queensland trải dài xuống cảng Sydney, bang New South Wales.
Loài cá này sinh sống ở khu vực cửa sông và vùng biển gần bờ, thường bơi gần các rạn san hô và bọt biển, độ sâu khoảng từ 10 đến 30 m.

## Mô tả
Chiều dài cơ thể tối đa được ghi nhận ở H. jamesoni là 12 cm.
Số gai ở vây lưng: 10; Số tia vây mềm ở vây lưng: 20; Số gai ở vây hậu môn: 3; Số tia vây mềm ở vây hậu môn: 8.